# Closed Doors
Closed Doors er en amerikansk stumfilm fra 1921 af Gustav von Seyffertitz.

## Medvirkende
- Alice Calhoun som Dorothy Brainerd
- Harry C. Browne som Jim Ranson
- Bernard Randall som Rex Gordon
- A.J. Herbert som Muffler Mike
- Betty Burwell som Jane
- Charles Brook som Dan Syrles